# Rito de la Estricta Observancia Templaria
La Estricta observancia templaria es un rito masónico fundado en Alemania por el barón Karl Gotthelf von Hund und Altengrottkau (1722-1776).

## Historia
El sistema de la Estricta Observancia Templaria nació el 24 de junio de 1751 con la creación por Carl Gotthelf von Hund (Eques ab Ense - Caballero de la espada) de una logia en Kittlitz y de un capítulo. Durante el transcurso de su primera estancia en París (de diciembre de 1742 a septiembre de 1743) fue admitido dentro de la Orden del Templo por Lord Kilmarnok (Gran Maestre de los masones de Escocia) y presentado a Carlos Eduardo Estuardo, el joven pretendiente, designado bajo el nombre de Caballero de la Pluma Roja. La dirigió en 1743, junto a Marshall Bieberstein, Gran Maestro Provincial de la VII provincia (templaria), al que sucedió en 1751.
Decidido a restablecer y renovar la Orden del Temple, el Barón von Hund, con la ayuda de los hermanos Schmidt y von Tanner, escribe los rituales de la Orden y pone al día el ceremonial. Hacia 1751 erige un capítulo y una logia provincial en sus tierras, en Unwuerde, y en 1753, entrega una nueva patente a una logia de Naumburgo. Fue en el interior de esta logia que se creó el primer proyecto financiero (plan económico) con el fin de restaurar la orden y recuperar sus antiguas posesiones. En 1755 hubo un segundo plan económico, pero tampoco tuvo éxito. Los textos fundadores precisan bien que no se trataba de recuperar las antiguas posesiones de la Orden, sino de asegurar la subsistencia de la Orden renovada.

## Provincias
Europa fue dividida, como en otro tiempo, según el libro rojo, en nueve provincias:
I. Aragón 
II. Auvernia 
III. Occitania 
IV. León 
V. Borgoña 
VI. Gran Bretaña 
VII. Baja Alemania hasta el Elba y el Oder 
VIII. Alta Alemania hasta el Danubio 
IX. Archipiélago y las Islas, de aquí y de allá de los mares.  
Tras el Convento celebrado en la Abadía de Fontfroide, en 2016, se añaden 9 nuevas Provincias para cubrir todo el territorio del planeta Tierra: 
X. América del Sur y América Central 
XI. América del Norte y Caribe 
XII. Canadá y Groenlandia 
XIII. Australia, Nueva Guinea, Nueva Zelanda, Indonesia, Filipinas y Malasia. 
XIV. China, Corea, Birmania, Campoya, Laos 
XV. Japón y las Islas Orientales 
XVI. África y Medio Oriente 
XVII. Mongolia, Siberia y Laponia 
XVIII. India, Ceilán, Nepal y Tíbet.

## Conventos
1754, Convento de Unwürde y Kittlitz, que duró seis semanas.
En el convento de Altenberg (mayo de 1764), el Barón von Hund vio confirmada su autoridad en la historia de su admisión dentro de la Orden y en el "livre rouge", así como en otros documentos, en tanto que Gran Maestro Provincial.
El 17 de febrero de 1767, el pastor Johann August von Starck y sus asociados fundan la logia los "Tres Leones" en Wismar, incluida en el Capítulo Clerical de la Orden. Es en el convento de Kohlo (del 4 al 27 de junio de 1772) que vivió la reorganización de la Orden, la creación del directorio de Dresde y el abandono definitivo del plan económico. Se llegó a un acuerdo con los Clérigos, donde los futuros capítulos clericales debían depender de la sola autoridad de Hund y que se necesitaba la firma del Gran Prior en todas las futuras patentes y constituciones. En este mismo convento, el Duque Fernando de Brunswick fue elegido Magnus Superior Ordinis y Gran Maestro de todas las Logias Escocesas del Régimen, y Karl von Hund, como Gran Maestro provincial, asegurando el rol de un  monarca constitucional.
En 1773, se realiza el Convento de Berlín, donde el barón Weiler exporta la Estricta Observancia Templaria a Estrasburgo y Lyon en 1774.
En 1775, se efectúa un nuevo Convento en Brunswick.
En Wolfenbutel, en 1778, es elegido el duque de Sudermanie, futuro rey de Suecia, Gran Maestro de la VII Provincia para reemplazar al fallecido von Hund.